# جنیفر اسپوزیتو
جنیفر اسپوزیتو (انگلیسی: Jennifer Esposito؛ زادهٔ ۱۱ آوریل ۱۹۷۳) هنرپیشه اهل ایالات متحده آمریکا است. وی از سال ۱۹۹۵ میلادی تاکنون مشغول فعالیت بوده‌است.
از فیلم‌هایی که وی در آن نقش داشته‌است، می‌توان به تصادف، هیچی نگو، عزب، هنوز یادمه تابستان پیش چه کردی، نجیب‌زادگان، ماری و اونجوری بامزه است اشاره کرد. همچنین او بین سال‌های ۲۰۰۶ تا ۲۰۰۷ همسر بردلی کوپر بود.